# San Esteban de la Sierra
San Esteban de la Sierra es un municipio y localidad española de la provincia de Salamanca, en la comunidad autónoma de Castilla y León. Se integra dentro de la comarca de la Sierra de Francia y la subcomarca de Las Quilamas. Pertenece al partido judicial de Béjar.
Su término municipal está formado por un solo núcleo de población, ocupa una superficie total de 20,83 km² y según los datos demográficos recogidos en el padrón municipal elaborado por el INE en el año 2024, cuenta con una población de 372 habitantes.

## Geografía
La localidad se encuentra situada a 619 m s. n. m. en el sureste de la provincia de Salamanca.
| Noroeste: Valero                  | Norte: San Miguel de Valero | Nordeste: El Tornadizo            |
| Oeste: Valero                     |                             | Este: Los Santos                  |
| Suroeste: Santibáñez de la Sierra | Sur: Cristóbal              | Sureste: Valdefuentes de Sangusín |

San Esteban de la Sierra descansa en una ladera y está rodeado de montañas entre las cuales se encuentra el monte Tiriñuelo, conocido por dar nombre al conocido vino del pueblo, galardonado con la 'Espiga de Plata' en el año 1997.
La localidad posee una superficie de 22,4 km². Una parte del terreno es utilizado por los agricultores para cultivar la uva, actividad principal que se ve recompensada tras la vendimia gracias a los buenos vinos que se elaboran.
La parte baja del pueblo es atravesada por el río Alagón, el cual se pierde con sus meandros entre las montañas, para posteriormente desembocar en el Tajo.

## Historia
La fundación de San Esteban se encuadra dentro del proceso de repoblación llevado a cabo en la zona por los reyes leoneses en la Edad Media, cuando algunas familias se acomodaron en la comarca buscando agua para mover sus molinos. Aquellas familias se asentaron para fundar la judería sobre la cual, tras la expulsión de la península de musulmanes, judíos y moriscos, se fundaría el asentamiento cristianizado de San Esteban de la Sierra, cuyos primeros registros y menciones de San Esteban datan del siglo XV, cuando se constata que existía en la localidad una comunidad judía con barrio propio. De este modo, San Esteban de la Sierra, entonces Santisteban, pasó a formar parte del cuarto de Peña del Rey de la jurisdicción de Salamanca, dentro del Reino de León. Con la creación de las actuales provincias en 1833, San Esteban de la Sierra fue incluido en la provincia de Salamanca, dentro de la Región Leonesa.
Su actual código postal es 37671.

## Demografía
San Esteban de la Sierra cuenta con una población de 372 habitantes (INE 2024).
| Gráfica de evolución demográfica de San Esteban de la Sierra entre 1842 y 2021                                      |
| |
| Población de derecho según los censos de población del INE Población de hecho según los censos de población del INE |

Según el censo de 2021 cuenta con una población de 357 habitantes, de los cuales 187 son varones y 178 son mujeres, en una superficie de 20,83 km². Su altitud es de 623 m sobre el nivel del mar.
Aunque la población continúa reduciéndose con el paso de los años debido al éxodo rural, el pueblo multiplica exponencialmente su población al conseguir unir a la práctica totalidad de las familias, amigos y muchos turistas en periodos de fiesta, Semana Santa, Navidad y verano.
Su gestión depende de su Ayuntamiento, inscrito en la Diputación de la provincia de Salamanca; perteneciente a la comunidad autónoma de Castilla y León, formando parte de las comarcas tradicionalmente leonesas de esta comunidad autónoma birregional.

## Fiestas

#### Santa Águeda
Segunda fiesta en importancia. A pesar de lo cual despierta un interés especial en sus habitantes de porque se realiza en temporada de poco trabajo en el campo. A diferencia de otras localidades donde es una típica fiesta matriarcal, en San Esteban de la Sierra todos los años hay mayordomos que forman matrimonios. Estos matrimonios aprovechaban los productos obtenidos del campo para hacer dulces artesanales típicos tales como perronillas y sacatrapos y bebidas como el anisete. Estos productos se siguen ofreciendo en la alborada que se celebra la noche del 4 de febrero. Consiste en un pasacalles por los barrios del pueblo donde se van recitando estrofas de la vida de la Santa y distintos ruegos y peticiones. El día 5 es Santa Águeda, y se celebra la ceremonia religiosa continuada por procesión en la que los mayordomos van vestidos con los trajes típicos del folclore regional. Después los mayordomos ofrecen un convite para todo el pueblo. Al día siguiente los mayordomos comen en el ayuntamiento un plato típico llamado 'limón', muy apreciado por los habitantes de toda la Sierra de Francia cuya receta contiene naranja, limón, carne asada, chorizo, huevo frito, huevo cocido, aceite, escabeche y vino.

#### San Esteban
Tradicionalmente, la fiesta patronal era la fiesta grande debido a que el santo da nombre al propio pueblo; pero debido a que dicha fecha se hallaba ubicada en plena época de siega, poco a poco se fue popularizando la denominada Fiesta del Cristo del 14 de septiembre; fiesta que además conmemora el final de la cosecha y la vendimia. 
A pesar de dejar de ser la fiesta principal se sigue celebrando gracias a la construcción de la bodega cooperativa, la cual año tras año invita al pueblo al convite vecinal, siempre acompañado de verbenas, bailes y actividades lúdicas. Aunque son las fiestas chicas, también son las más concurridas hoy en día debido a la gran afluencia de turistas que disfrutan de sus vacaciones de verano en la sierra de Francia, y en concreto durante la fiesta de San Esteban.

#### Fiestas del Cristo

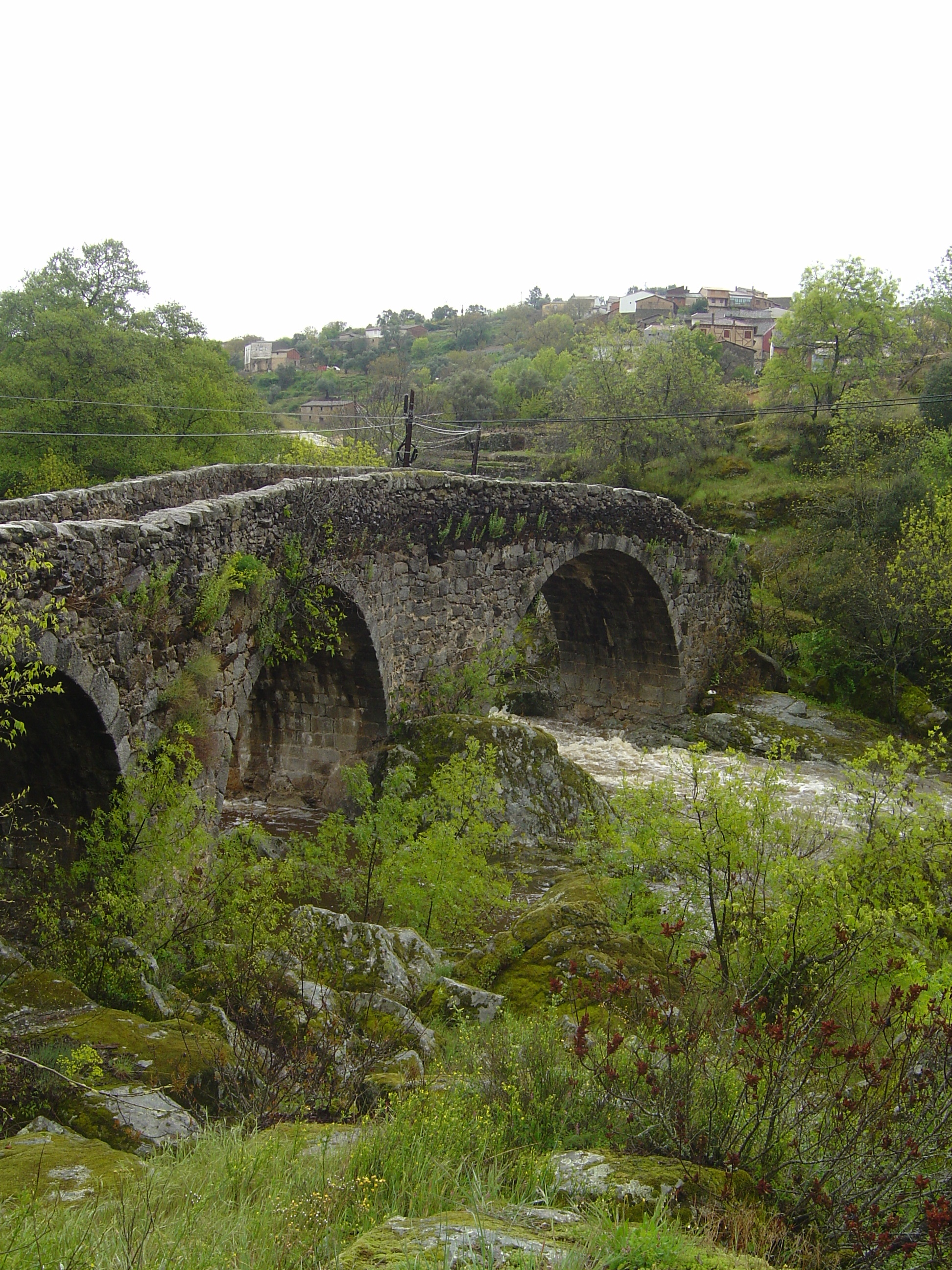
Puente sobre el río Alagón

Con el pasar de los años estas fiestas fueron tomando cierto protagonismo, pasando a ser considerada su fiesta mayor. Tradicionalmente se forman peñas (actualmente más de veinte) constituidas por gente de todas las edades que se reúnen en un local para festejar y abren sus puertas al visitante para tomar un vino o una cerveza, o simplemente pasar un buen rato conversando. La fiesta se abre con la coronación de la reina de las fiestas y sus damas y la Quema del Castillo, que consiste en una tradición arraigada en el Medioevo en la que un mozo debe trepar un mástil de un árbol previamente desramado, en el cual se cuelga de su parte más alta un premio a modo de trofeo mientras en su base se realiza una pira cuyas llamas miden varios metros. Desde hace varias décadas, el premio suele ser una pieza entera de jamón curado. Durante los 5 días siguientes se puede disfrutar de orquestas, convites, juegos y actividades conjuntas por todo el pueblo. El último día a las 9 de la mañana se parte hacia la dehesa de toros bravos a buscar los novillos que serán lidiados por la tarde en la plaza del pueblo precedidos por un desfile de carrozas. En la dehesa se enjaula el ganado, que tras ser llevados al pueblo por una comitiva de automóviles prácticamente en procesión, se torean unas vaquillas en la empedrada plaza Mayor o del Ayuntamiento cerrando todos sus accesos y el vino y la comida típica de la Sierra acompañan a la música hasta el final de las fiestas.

## Turismo
El pueblo ha experimentado en los últimos años una diversificación del sector servicios, disponiendo de varias casas rurales y distintos bares y restaurantes, así como tiendas naturales. Además se puede disfrutar de excelentes lugares para la restauración, ya sea al aire libre en plena naturaleza o en un mesón típico.
San Esteban cuenta con diferentes construcciones altomedievales de vanguardia románica; tales como su ermita o la propia iglesia de San Esteban, que fue levantada en plena reconquista. Además existe un puente que atraviesa el río Alagón también de esta época. A pesar de ser románico, se ha popularizado como el «puente romano»; muy probablemente por la similitud etimológica de ambos términos, pero también porque el original puente romano fuese restaurado o reconstruido en época medieval.
El entramado urbano tiene la forma típica de una judería, que es lo que San Esteban fue en su origen. Pequeñas calles se entrelazan dibujando sus casas de arquitectura artesanal de adobe y madera, mientras las pronunciadas cuestas nos indican a qué distancia estamos del río.
La riqueza del pueblo en cuanto a dominio natural es notable. San Esteban está enclavado en un valle desde el que se abre un espeso bosque de castaños y eucaliptos, ideales para realizar diferentes rutas de senderismo de cualquier dificultad disfrutando de paisajes totalmente naturales donde de la acción artificial del ser humano se limita a bancales y cultivos de la zona como la vid y el olivo.

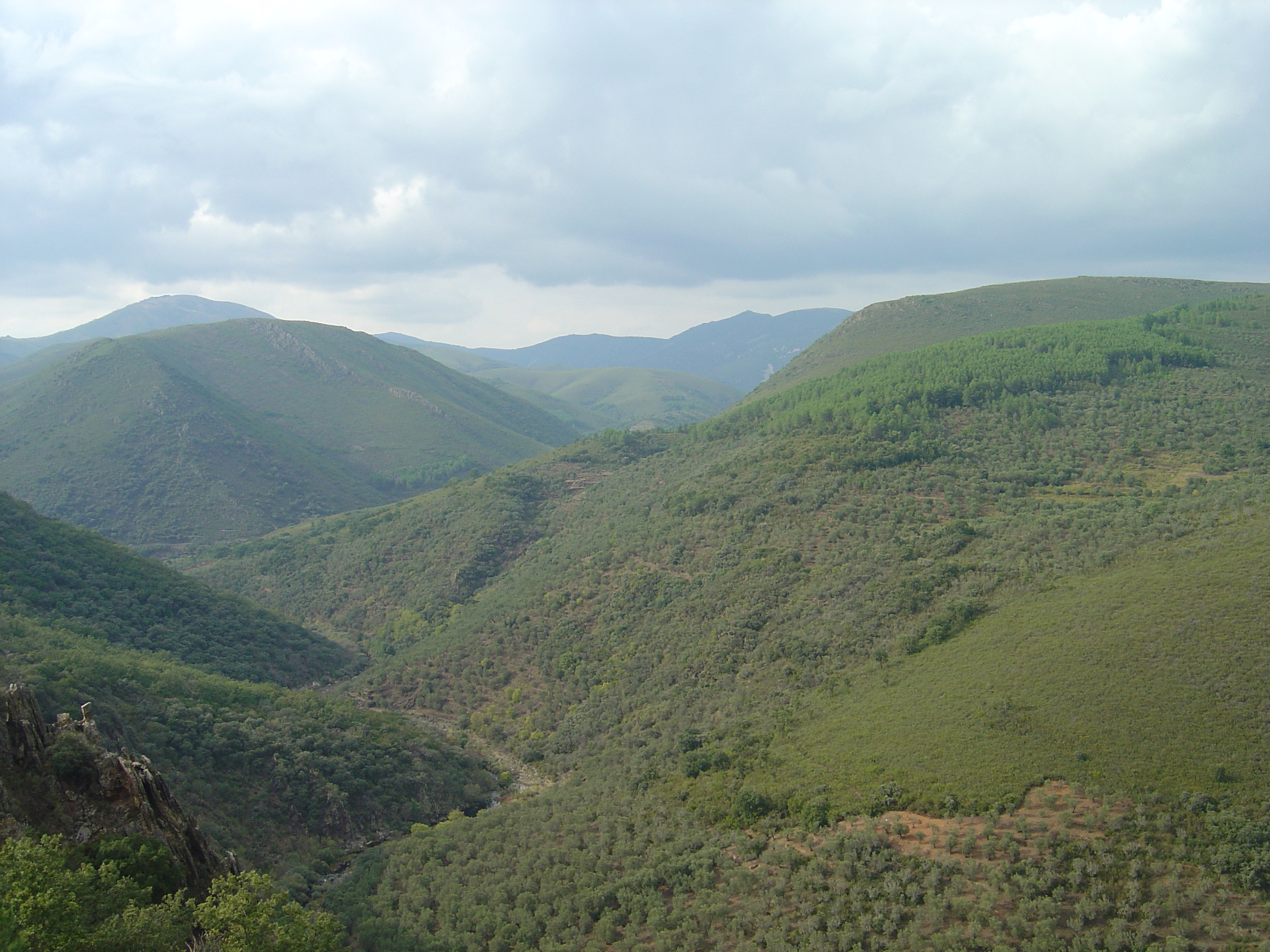
Paisaje del término

A poco más de 20 km del pueblo se encuentra la Sierra de Francia que alberga arquitectura románica en pueblos con increíble encanto como San Martín del Castañar, La Alberca o Miranda del Castañar. Un poco más alejada se encuentra la Peña de Francia, desde la cual se puede observar toda la comarca gracias a su gran altitud.
Béjar, una de las principales poblaciones de la provincia de Salamanca, se halla a poco menos de 30 km. Es un lugar de interesante tradición oral popular como las leyendas del Los Hombres de Musgo. En la actualidad alberga la estación de esquí de La Covatilla, lo cual atrae a turistas aficionados a los deportes de invierno.
Más al norte de la provincia se asienta la capital, Salamanca. Una ciudad universitaria con siglos de historia, extraordinarios monumentos y espléndido patrimonio artístico y arquitectónico con el inconfundible tono de la piedra arenisca de Villamayor de la Armuña.

## Administración y política
| Partido político                         | 2023  | 2023  | 2023       | 2019  | 2019  | 2019       | 2015  | 2015  | 2015       | 2011  | 2011  | 2011       | 2007  | 2007  | 2007       | 2003  | 2003  | 2003       |
| Partido político                         | %     | Votos | Concejales | %     | Votos | Concejales | %     | Votos | Concejales | %     | Votos | Concejales | %     | Votos | Concejales | %     | Votos | Concejales |
| Partido Popular (PP)                     | 78,57 | 198   | 6          | 74,90 | 185   | 6          | 73,75 | 177   | 6          | 65,09 | 179   | 5          | 45,28 | 144   | 3          | 50,00 | 175   | 4          |
| Partido Socialista Obrero Español (PSOE) | 18,25 | 46    | 1          | 21,46 | 53    | 1          | 21,25 | 51    | 1          | 27,64 | 76    | 2          | 52,83 | 168   | 4          | 49,14 | 172   | 3          |

El alcalde de San Esteban de la Sierra no recibe ningún tipo de prestación económica por su trabajo al frente del Ayuntamiento (2017).